# 盘鳌乡
盘鳌乡，是中华人民共和国四川省眉山市东坡区曾经下辖的一个乡。2019年12月，撤销盘鳌乡，将其所属行政区域划归秦家镇管辖。

## 行政区划
盘鳌乡撤销前下辖以下地区：
盘鳌社区、晋凤社区、白庙村、大佛村、盘鳌村、郑湾村、弥陀村、张庙村、海螺村和周庙村。